# El teorema del zero
El teorema del zero (títol original en anglès The Zero Theorem) és una pel·lícula de ciència-ficció del 2013 dirigida per Terry Gilliam, protagonitzada per Christoph Waltz, David Thewlis, Mélanie Thierry i Lucas Hedges. Escrita per Pat Rushin, la història tracta sobre Qohen Leth (Waltz), un geni informàtic solitari encarregat de resoldre una fórmula que determinarà el si la vida té sentit. La pel·lícula va començar la producció l'octubre de 2012. Ha estat doblada al català.
Gilliam ha donat declaracions contradictòries sobre si The Zero Theorem vol dir que és la tercera part d'una trilogia satírica distòpica ("tríptic Orwellià") que va començar amb Brazil i va continuar el 1995 amb 12 Monkeys.

## Argument
En algun moment del futur, Qohen Leth, un programador excèntric i reclusiu que es refereix a si mateix en plural, treballa fent "entitats" per a la divisió de recerca ontològica d'una gran empresa anomenada Mancom. No li agrada haver d'abandonar l'església tranquil·la i danyada pel foc on viu per recórrer els carrers lluminosos i plens de gent i treballar en una oficina sorollosa i tem perdre's una misteriosa trucada telefònica que esperava des de fa anys, així que demana una baixa per invalidesa o permís per treballar des de casa. Tot i que assenyala el fet que tot el seu cabell s'ha caigut com a prova que s'està morint, tres metges de la companyia determinen que està físicament sa, però requereixen que comenci les sessions amb el Dr. Shrink-Rom, un terapeuta IA.
Qohen assisteix a una festa organitzada pel seu supervisor, Joby, perquè pugui parlar amb Management, el seu cap. Demana permís per treballar des de casa, dient que seria més productiu i esmentant la seva trucada, que diu que espera que li doni un propòsit a la vida. Al principi, la direcció titlla Qohen de "boig", però més tard diu que té un projecte especial per a Qohen que creu que podria resultar mútuament beneficiós.
El projecte és el "Teorema del Zero", una fórmula matemàtica extremadament complexa amb fama d'esgotar ràpidament a qualsevol que intenti resoldre'l. Qohen passa mesos tancat a casa seva treballant-hi i es torna cada cop més desquitjat, ja que "les entitats es neguen a romandre cruixents" i les demandes de Mancom de dades processades són implacables. En frustració, trenca el seu lloc de treball amb un martell.
En Joby ve per veure en Qohen i diu que coneix algú que creu que pot ajudar. Envia a Bainsley, una dona jove que Qohen havia conegut a la festa de Joby, que truca a la porta d'en Qohen vestida amb un vestit d'infermera sexy. Ella neteja una mica i parlen, i Qohen confia que la trucada que està esperant és una devolució de la trucada d'algú que una vegada va penjar accidentalment i que creu que li dirà el sentit de la vida. Dient que tornarà de seguida, Bainsley marxa.
Bob, el fill adolescent de Management, visita Qohen per reparar el seu ordinador. Qohen diu que ha decidit renunciar, però en Bob li diu que Management no ha acabat amb ell, així que no pot. Ambivalent amb el seu pare, Bob revela que a Bainsley se li va pagar per passar temps amb Qohen i després s'ofereix a rebre la trucada de Qohen, si accepta continuar treballant en el Teorema del Zero. Quan Bainsley torna, li dona a Qohen un vestit avançat de VR i s'organitzen per trobar-se a través del seu lloc web. Qohen fa clic en un enllaç i es troba, amb pèl, a una platja virtual amb Bainsley. Li preocupa que no sigui real però ella li assegura que és "millor que real" i s'acaben fent un petó.
L'endemà, Bob torna a visitar Qohen. Explica que provar el Teorema del Zero demostrarà que la vida no té sentit afirmant la teoria del Big Crunch, que Qohen no vol creure. Incapaç de centrar-se en la feina, es retroba virtualment amb Bainsley. Li preocupa que el Sol no es pon mai a la seva platja, així que el convida a imaginar-se un entorn on habitar-los, i acaba enviant-los a un vòrtex al voltant d'un forat negre que ha estat perseguint els seus somnis. De tornada a la platja, Bainsley reconforta en Qohen i s'abracen, però quan suggereix que es quedin junts al món virtual i denuncia Management, es desconnecta força del sistema i el seu vestit VR resta danyat. Quan Qohen va al lloc web de Bainsley en un moment no previst, descobreix que actua com a stripper de webcam i es tanca bruscament. Més tard torna al lloc i descobreix que el seu accés ha estat bloquejat.
Setmanes més tard, Bob torna amb el vestit VR de Qohen, que diu que s'ha convertit en un "prototip de dispositiu de recerca de l'ànima". Bob rep el Dr. Shrink-Rom per confirmar que la trucada telefònica que Qohen està esperant és una il·lusió, però diu que el vestit millorat té la capacitat de connectar en Qohen amb la seva ànima, suposant que en tingui una. Bainsley arriba i diu que, tot i que inicialment va acceptar seduir Qohen perquè Joby va dir que podria mantenir el seu vestit VR si ho feia, va desenvolupar sentiments reals per Qohen. S'ofereix a fugir amb ell, però Qohen la rebutja. Ell i en Bob prenen un descans de la feina i van a un parc, on Qohen revela que una vegada es va casar.
De tornada a l'església, la salut d'en Bob decau ràpidament i Qohen el cuida. Un cop en Bob està adormit, en Qohen troba i trenca les càmeres que Management va amagar per tot l'edifici. Dos dels empleats de Management irrompren i s'emporten en Bob i, més tard, en Joby passa per culpar Qohen d'haver-lo acomiadat. Un cop sol, Qohen es posa el seu vestit VR millorat i intenta connectar-se al seu ordinador, però hi ha un problema i s'electrocuta.
Trobant-se davant de la Neural Net Mancrive, una supercomputadora massiva que és la destinació de totes les entitats aixafades pels empleats de Mancom, Qohen és rebut per Management, que li diu que Bob ha estat hospitalitzat a causa d'una malaltia crònica. Qohen pregunta si Management és real o només en la seva ment i li diu que no importa, ja que ara forma part de la xarxa neuronal. Li pregunta quin és el sentit de la seva vida, però Management diu que no ho sap, ja que Mancom encara està analitzant les dades, però creu que l'Univers s'acaba i tornarà al caos. Management afirma que el seu objectiu mai va ser demostrar que la vida no té sentit sinó millorar els seus models perquè pugui guanyar més diners posant ordre al desordre natural. La raó per la qual Qohen va ser escollit per treballar en el Teorema del Zero és que és un home de fe, la qual cosa representa l'antítesi del projecte de Management. Malauradament, diu Management, la fe que va portar a Qohen a passar la seva vida esperant la trucada telefònica que creia que li donaria sentit a la seva vida i que li va fer viure una vida sense sentit.
Després de dir que ja no necessita els serveis de Qohen, Management desapareix. Qohen destrueix la xarxa neuronal, que s'obre, revelant el vòrtex del forat negre del seu malson a l'interior, tot i que ara hi ha innombrables imatges, inclosa una de Bainsley, girant cap al centre. Comença a allunyar-se, però es gira enrere i somrient, salta al vòrtex. Sol a la platja virtual, un Qohen tranquil, nu (i encara calb) mira al mar. Se'n va a on va fer un pícnic amb Bainsley i li agafa la part superior del bikini de la sorra. Flota una pilota de platja i la llença a l'aire unes quantes vegades abans de fer el mateix amb el sol, que després es pon. Mesclat amb la música a mesura que comencen els crèdits, es pot escoltar a Bainsley cridant el nom de Qohen i rient.

## Repartiment
- Christoph Waltz com Qohen Leth:

Un programador informàtic i matemàtic solitari que busca el sentit de la vida. El guió només demanava que Qohen fos calb, però Gilliam va insistir que Waltz també s'afaités les celles, tant per desafiar la seva interpretació com per diferenciar visualment Qohen dels papers anteriors de Waltz. Es va pensar en Ewan McGregor i Billy Bob Thornton pel paper en diferents moments de la pre-producció.
- David Thewlis acom Joby[7][8]
- Mélanie Thierry com Bainsley:

Una femme fatale que entra a la vida de Qohen. Gilliam va resistir la pressió per triar una actriu estatunidenca establerta, desitjant algú a qui pocs espectadors havien vist. Va afirmar que "la diferència és que, en particular les actrius estatunidenques, totes semblen similars, totes tenen la mateixa forma, totes estan retallades. Vull algú que sigui real i bonic al mateix temps. Va tenir un fill fa un parell d'anys, així que té un cos real a diferència d'aquests cossos fabricats". Thierry havia interpretat anteriorment "personatges reservats i bells", però Gilliam li va dir que pensava en Bainsley com "Marilyn Monroe i Judy Holliday combinades". S'havia pensat en Jessica Biel originalment pel paper.
- Lucas Hedges com Bob[7][8]
- Sanjeev Bhaskar com Doctor 1[7][10]
- Peter Stormare com Doctor 2[7][10]
- Ben Whishaw com Doctor 3[7][11]
- Matt Damon com Management. En un moment es va pensar en Al Pacino per al paper.[9][10]
- Tilda Swinton com Dr. Shrink-Rom[7][8]
- Emil Hostina com Slim Clone[7]
- Pavlic Nemes com Chubs Clone[7]
- Dana Rogoz com Pizza Girl

Gwendoline Christie, Rupert Friend, Ray Cooper, i Lily Cole apareixen als anuncis publicitaris que Qohen passa al carrer al principi de la pel·lícula.

## Producció

### Desenvolupament
Pat Rushin, professor d'escriptura creativa a la University of Central Florida, es va inspirar per escriure la pel·lícula per vanitas d'Eclesiastès Plantilla:Bibleref2-nb (el títol hebreu del qual és קֹהֶלֶת, o "Qoheleth", que significa "Recollidor", però tradicionalment traduït com "Mestre" o "Predicador"), que va pensar que suggeria preguntes com "Què és el valor de la vida? Quin és el sentit de l'existència? De què serveix?" Va escriure el primer esborrany de 145 pàgines del guió en deu dies, "sense idea del que [el] estava fent". Per aprendre a escriure un guió, va consultar diversos llibres de guió i guions de la biblioteca de la UCF, el de Brasil de Terry Gilliam entre ells.
El productor Richard D. Zanuck va signar originalment amb Ewan McGregor per interpretar a Qohen Leth, però l'actor va abandonar. Una iteració posterior del projecte, que haurien protagonitzat Billy Bob Thornton, Jessica Biel i Al Pacino i que hauria estat dirigida per Gilliam, havia de començar la producció el 2009, primer a Londres i després a Vancouver. Els plans per filmar amb aquest repartiment van fracassar quan Gilliam es va retirar per completar el treball a The Imaginarium of Doctor Parnassus, que es va retardar per la mort de la seva estrella, Heath Ledger.
L'any 2012 es va reiniciar el projecte. Christoph Waltz va substituir Thornton en el paper principal, i el fill de Zanuck, Dean, el va substituir com a productor.

### Rodatge
La Fotografia principal estava programada per funcionar del 22 d'octubre al 3 de desembre de 2012. Finalment va ser necessari un dia més, és a dir, el rodatge va durar 37 dies.
Com que Gilliam s'havia enfrontat a frustracions per la relació d'aspecte utilitzada per als llançaments de vídeos casolans de la seva pel·lícula anterior Tideland (2005), The Zero Theorem es va rodaren maxivision amb una 1:85:1 (amb 16:9 matte i telecine en ment) perquè pogués estar segur que tots els espectadors del món veurien exactament el que volia que veiessin en un enquadrament premeditat 16:9, independentment del dispositiu que s'utilitzi. També li agradava que aquesta tècnica, coneguda per ell com "la primera pel·lícula de mida única, full-frame, semi-vinil", va donar com a resultat vores arrodonides a les cantonades del marc, que va trobar s'assemblava a una experiència de cinema dels anys 20 quan encara no s'havien instal·lat els projectors per amagar les vores rodones de la porta de la càmera.
Sobre el procés de producció, Gilliam va declarar: "Ha passat un any des del principi fins al final. La majoria de les meves pel·lícules triguen tres anys, però va ser un rodatge ràpid i va ser bo estar a Bucarest. Em va encantar els equips i els romanesos treballen molt dur i són molt hàbils. Com que teníem fons limitats, vam portar gent durant tot el dia i vam tornar a sortir. Em vaig trencar al final." També va comentar sobre la dificultat de produir una pel·lícula d'aquest tipus en el clima actual de la indústria, dient: "Aquest va ser un pressupost més modest que algunes de les pel·lícules d'efectes importants en les quals he treballat, però es veurà tan bé a la pantalla. El que ha passat és que la indústria s'ha semblat molt a la societat: hi ha les [pel·lícules] riques i les barates i les pel·lícules de pressupost mitjà han estat esborrades de l'existència. Has de ser intel·ligent i aprofitar els teus amics que treballen per escalar i treballar en llocs fantàstics amb equips excel·lents on on obtindreu un benefici més gran pel vostre diners."

### Disseny de producció
En un correu electrònic enviat al dissenyador de producció Dave Warren, Gilliam va dir de manera concisa l'aspecte que pretenia per a la pel·lícula: "Neo Rauch + Ukulele Ike = The Zero Theorem".

### Música
La banda sonora de la pel·lícula va ser proporcionada pel compositor britànic George Fenton. Gilliam el va descriure "com un fantasma, aquest altre personatge que mai veiem". Una versió lounge de la cançó de Radiohead "Creep" interpretada per Karen Souza s'escolta a la pel·lícula quan Qohen visita el lloc web de Bainsley i durant els crèdits de tancament.

## Estrena
The Zero Theorem fou estrenada a la 70a Mostra Internacional de Cinema de Venècia el 2 de setembre de 2013.

## Recepció
A Rotten Tomatoes, la pel·lícula té una puntuació del 48%, basada en crítiques de 131 crítics, amb una mitjana ponderada de 5,60/10; el consens crític del lloc afirma: "Els fans de l'estètica visual de la marca registrada del director Terry Gilliam trobaran tot el que han negociat, però per als no convertits, The Zero Theorem pot resultar massa confús per gaudir-ne." Al lloc web de l'agregador de ressenyes Metacritic, té una puntuació del 50%, basada en les ressenyes de 28 crítics, que indica "crítiques mixtes o mitjanes".
Harry Knowles, que va veure una projecció inicial de la pel·lícula, li va donar una crítica molt positiva, i va escriure que era "perfecte" i la millor pel·lícula de Gilliam des de Brazil i que l'actuació de Waltz va ser "increïble" i el l'actor mereixia guanyar l'Oscar al millor actor. Va dir que esperava que la versió final de la pel·lícula fos la que va veure, afirmant: "No hi ha cap fotograma que sobri".
En comentar la tergiversació de la pel·lícula per part dels crítics, Gilliam va declarar a la seva pàgina oficial de Facebook que un dels pocs crítics que va assenyalar que The Zero Theorem no era una comèdia, sinó més aviat una tragèdia, va ser Dave Lancaster de Cinemas Online.